# Tipula (Yamatotipula) subincana
Tipula (Yamatotipula) subincana is een tweevleugelige uit de familie langpootmuggen (Tipulidae). De soort komt voor in het Palearctisch gebied.